# Cornelia Lamme
Cornelia Scheffer-Lamme (Dordrecht, 23 april 1769 - Reuil, 4 juli 1839) was een Nederlandse schilderes.

## Leven en werk
Lamme was een dochter van de Dordtse schilder Arie Lamme en Johanna van Es. Ze trouwde in 1794 met Johan Bernard Scheffer (1773-1809), een uit Duitsland afkomstige portretschilder die later hofschilder werd van koning Lodewijk Napoleon. Zij kregen zes kinderen, onder wie de schilders Ary en Henry Scheffer.
Lamme en haar broer Arnoldus werden opgeleid door hun vader. Ze bekwaamde zich in het schilderen van miniaturen, waarbij ze werkte met aquarel, krijt en olieverf. Ze exposeerde in 1810 op de tentoonstelling van Levende Meesters in Amsterdam. Een jaar later, inmiddels weduwe, vestigde ze zich met haar kinderen in Parijs. Vanaf 1821 kopieerde ze het werk van haar zoons.

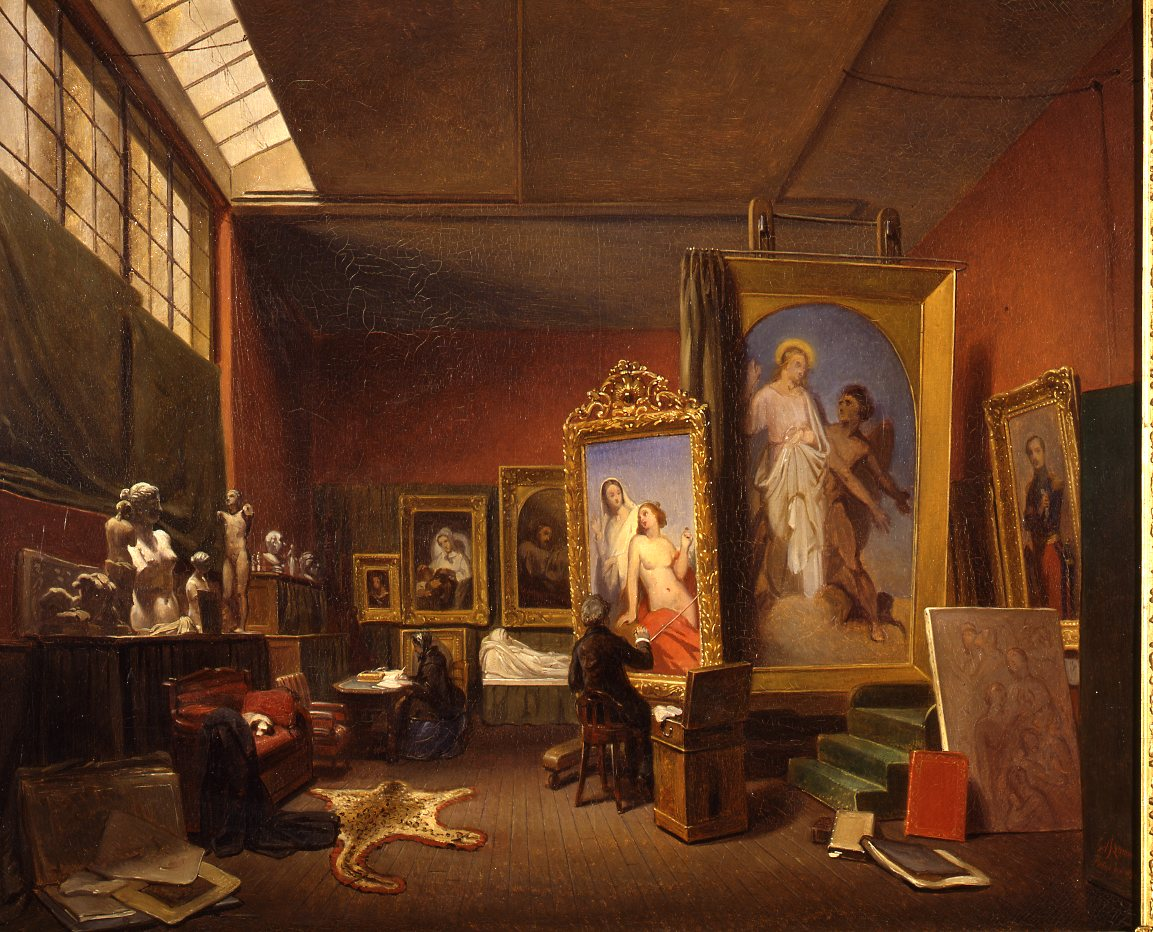
Atelier van Ary Scheffer, tegen de achterwand het grafbeeld van Cornelia Lamme

De schilderes overleed op 70-jarige leeftijd. Ary maakte onder andere een triptiek van zijn moeder op haar doodsbed en een marmeren grafbeeld. Hij bewaarde dat laatste in zijn grote atelier, zoals te zien is op het schilderij dat zijn neef Arie Johannes Lamme maakte. Een afgietsel ervan bevindt zich in de familiekapel op de begraafplaats van Montmartre, waar Cornelia Scheffer-Lamme werd begraven.

## Werk in openbare collecties
- Dordrechts Museum
- Rijksmuseum Amsterdam

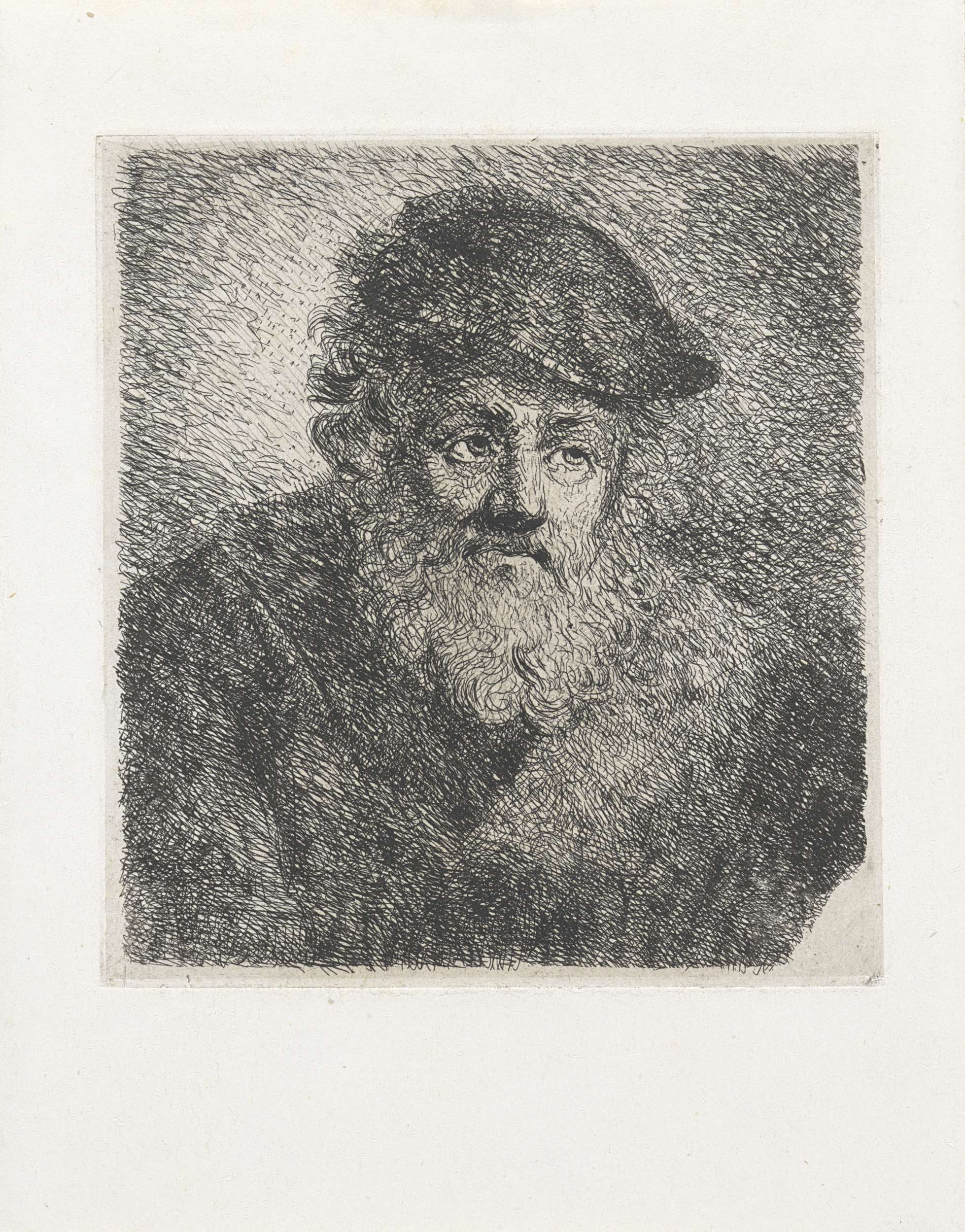
Oude man met baard en muts, coll. Rijksmuseum

- Biografisch Portaal: 67685893
- Digitale Bibliotheek voor de Nederlandse Letteren: lamm012
- Gemeinsame Normdatei: 1036716481
- RKD-Nederlands Instituut voor Kunstgeschiedenis: 70250
- Virtual International Authority File: 304704789
- WorldCat: E39PBJrRhq3HfQGdDg98Xb4pfq